# Karl Maruhn
Karl Peter Heinrich Maruhn (* 5. Dezember 1904 in Chemnitz; † 8. Februar 1976 in Gießen) war ein deutscher Mathematiker.

## Leben
Karl Maruhn studierte Mathematik und Physik an den Universitäten Leipzig und Tübingen. 1930 wurde er in Leipzig mit der Arbeit Ein Beitrag zur mathematischen Theorie der Gestalt der Himmelskörper bei Leon Lichtenstein zum Dr. phil. promoviert. 1931 legte er ein Lehrer-Examen ab und unterrichtete bis 1935 an Leipziger Schulen. 1939 wurde er an die Deutsche Versuchsanstalt für Luftfahrt in Berlin abkommandiert. Gleichzeitig hielt er Vorlesungen an der Technischen Hochschule Berlin-Charlottenburg, an der er sich 1937 habilitierte. In den Jahren 1944/1945 hatte er einen Lehrstuhl für Angewandte Mathematik an der Deutschen Universität Prag inne. 
Nach dem Zweiten Weltkrieg wurde er Dozent und ordentlicher Professor an der Universität Jena, wo er insbesondere auf dem Gebiet der Potentialtheorie arbeitete. 1949 erhielt er einen Ruf an die Technische Universität Dresden, an der er Direktor des Instituts für Reine Mathematik wurde. 1959 wurde er als Professor für Mathematik an die Universität Gießen berufen und dort 1973 emeritiert.
Karl Maruhn gab zusammen mit Heinrich Grell und Willi Rinow beim Deutschen Verlag der Wissenschaften Berlin die Reihe Hochschulbücher für Mathematik heraus, in der Werke der mathematischen Literatur veröffentlicht wurden.